# Winx Club
Winx Club (también conocida en Hispanoamérica como El club Winx) es una serie de televisión animada italiana, realizada por Rainbow S.r.l., propiedad de Iginio Straffi y Viacom. La serie fue creada por Straffi y coproducida por Rai Fiction y Nickelodeon (propiedad de Viacom). Winx Club se originó en un episodio piloto no emitido, titulado «Magic Bloom», escrito en 1999 y finalizado en 2001. Después de que Straffi rediseñara los personajes del piloto, la primera temporada comenzó su producción en 2002 y finalmente se estrenó el 28 de enero de 2004 en Rai 2 en Italia. El éxito de la serie ha dado lugar a una franquicia internacional de juguetes, libros, ropa, videojuegos, DVD y tres películas.
Winx Club tuvo un reinicio después de que Rainbow S.r.l. se asociara con Nickelodeon, donde la primera y segunda temporada se realizaron en cuatro episodios especiales de una hora (tres para la primera temporada y uno para la segunda temporada) y la tercera y cuarta temporadas fueron dobladas de nuevo, siguiendo la línea de la historia original, aunque con diferencias menores (estos cambios no fueron realizados para las versiones en español de España o de Latinoamérica).
Al principio de la producción, Iginio Straffi planeaba producir tres temporadas (78 episodios) de la serie. El 2 de septiembre de 2010, Nickelodeon anunció a través de un comunicado de prensa que co-produciría nuevas temporadas. El trabajo en las temporadas 5, 6 y 7 se dividió entre Nickelodeon Animation Studio y Rainbow. En 2015, Rainbow-Viacom anunció una octava temporada, que se estrenó en 2019.
La serie se basa en un grupo de hadas mágicas adolescentes que se denominan «Winx Club». La historia transcurre principalmente en el mundo mágico de «Magix», poblado por hadas, brujas, monstruos, humanoides e infinidad de criaturas fantásticas, y cuenta la lucha clásica entre el bien y el mal. Las cinco integrantes originales son: Bloom (princesa de Domino y hada del Fuego del Dragón), Stella (princesa de Solaria y hada del sol, la luna y las estrellas), Flora (hada de la naturaleza), Musa (hada de la música), y Tecna (hada de la tecnología). Aisha (o Layla, en muchas versiones, debido a los doblajes en inglés, producidos por 4Kids y Cinélume) (princesa de Andros y hada de los líquidos) se une al club en la segunda temporada y Roxy (hada de los animales) se une al club en la cuarta. Cada una de ellas, excepto Roxy, tienen novio: Bloom está con Sky, Stella con Brandon, Flora con Helia, Musa con Riven (temporadas 1-6 y 8), Tecna con Timmy, y Aisha con Nabu (temporadas 3-4) y más tarde con Nex (temporadas 7-8).
Esta serie tiene dos spin-offs, uno llamado Pop Pixie, estrenado en 2011 y otro llamado Winx Club WOW: World of Winx, estrenado en 2016. Un reinicio de la serie en formato de acción en vivo llamado Fate: The Winx Saga, se estrenó en 2021. En enero de 2023, Viacom (ahora conocida como Paramount Global) vendió su participación en Rainbow S.r.l. a Straffi, lo que les permitió tener el control total de los nuevos proyectos del estudio.

## Creación

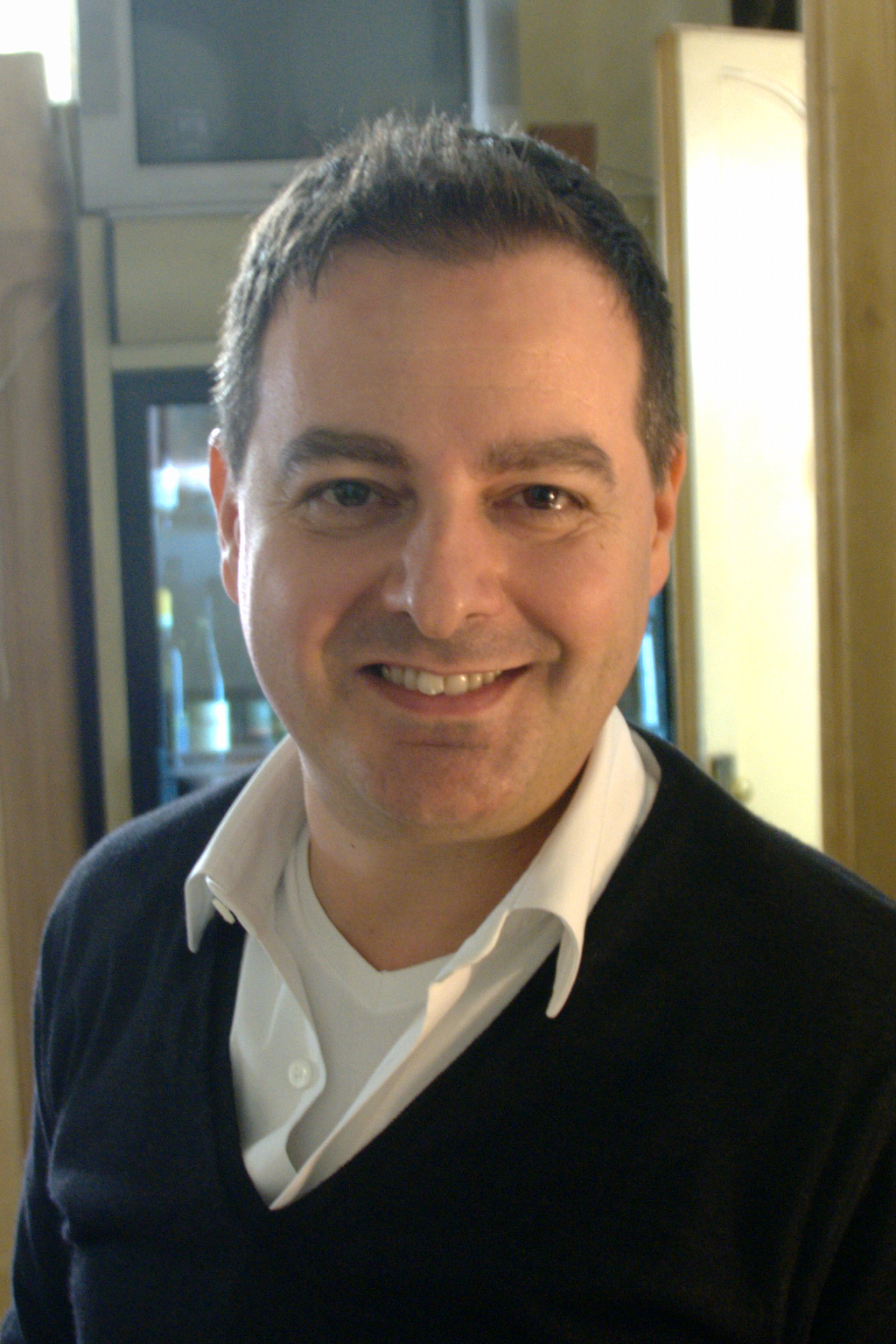
Iginio Straffi, creador de Winx Club.

El primer prototipo de Winx Club se remonta a 1999 y el título provisional era Magic Bloom. Se produjo un episodio piloto de Magic Bloom, pero nunca se emitió, ya que Iginio Straffi no estaba satisfecho. En 2001, fue renombrado primero en Winx: Just Fairies y luego en The Winx; finalmente, en 2003, Winx Club se convirtió en el título definitivo.
El proyecto Winx Club ha sido objeto de trabajo de Iginio Straffi y su equipo de producción durante varios años, en los que intentaron centrarnos en cuáles eran las mejores características para el público objetivo al que va dirigida la serie animada. La inspiración, sobre todo gráfica, se basa tanto en el anime japonés, como en el dinamismo de los dibujos animados estadounidenses, en los que se añadió el tema de la magia, que había llevado al éxito en los años anteriores a la saga de Harry Potter. El nombre «Winx» es en cambio una alteración de la palabra inglesa «wings» («alas»), cuyas letras finales «gs» han sido reemplazadas por una «x», que gráficamente se asemeja a un par de alas. Finalmente, para hacer que los protagonistas de la serie de televisión fueran inmediatamente familiares al público y hacerlos más atractivos, se decidió inspirarse en personajes famosos del mundo del espectáculo: Bloom se inspira en la cantante Britney Spears, Stella en la actriz Cameron Diaz, Flora en la actriz Jennifer López, Tecna en la cantante P!nk, Musa en la actriz Lucy Liu y Aisha en la cantante Beyoncé.
Iginio Straffi también afirma que la protagonista, Bloom, se inspira en una chica que conoció en la universidad y que fue criada por sus padres adoptivos. La historia de la chica, quien le reveló a Iginio Straffi su deseo de conocer a sus padres biológicos, inspiró la historia del personaje; esta historia iba a ser la trama principal de la segunda temporada de la serie animada, pero se prefirió usarla para la película Winx Club: El secreto del reino perdido. Además de la historia del personaje, su personalidad se inspira en la de Joanne Lee, esposa de Iginio Straffi y vicepresidenta de Rainbow S.r.l.

## Contenido
La serie se conforma, hasta ahora, con ocho temporadas y tres películas.
| Temporada | Temporada  | Episodios | Emisión original         | Emisión original         |
| Temporada | Temporada  | Episodios | Estreno                  | Final                    |
| --------- | ---------- | --------- | ------------------------ | ------------------------ |
|           | 1          | 26        | 28 de enero de 2004      | 26 de marzo de 2004      |
|           | 2          | 26        | 19 de abril de 2005      | 14 de julio de 2005      |
|           | 3          | 26        | 29 de enero de 2007      | 28 de marzo de 2007      |
|           | 4          | 26        | 15 de abril de 2009      | 13 de noviembre de 2009  |
|           | 5          | 26        | 16 de octubre de 2012    | 24 de abril de 2013      |
|           | 6          | 26        | 6 de enero de 2014       | 4 de agosto de 2014      |
|           | 7          | 26        | 21 de septiembre de 2015 | 3 de octubre de 2015     |
|           | 8          | 26        | 15 de abril de 2019      | 17 de septiembre de 2019 |
|           | Especiales | 4         | 21 de noviembre de 2011  | 12 de diciembre de 2011  |
|           | 9          | 26        | 2025                     | 2025                     |

### Temporada 1 (2004)
La enorme historia del Winx Club comienza con Bloom, una joven adolescente de 16 años que vivía en un pueblo llamado Gardenia. Conoce a un hada llamada Stella y gracias a ella descubre su magia hasta entonces oculta. Juntas, van al mundo de Magix para aprender sobre la magia en la escuela Alfea, y allí conocen a Flora, a Musa y a Tecna, convirtiéndose en el Winx Club, y descubren el amor con cuatro especialistas de Fuente Roja: Sky, Brandon, Timmy y Riven. Pero también traban enemistad con tres peligrosas brujas de Torre de Nubes: Icy, Darcy y Stormy, autodenominadas “las Trix”, junto con un ogro muy fuerte llamado Knut, que es su secuaz. Riven también fue su secuaz durante un tiempo porque fue novio de Darcy, pero él y Knut se unen a los buenos más adelante. Hacia finales de la temporada, Bloom descubre que ella es la guardiana del Fuego del Dragón e hija de los reyes de Domino y hermana de la ninfa Daphne. Pierde sus poderes por el macabro plan de las Trix, y solo con la ayuda de las Winx y Daphne puede recuperarlos y triunfar.

### Temporada 2 (2005)
En su segundo año en Alfea, las Winx conocen e integran a su grupo a Aisha, un hada que sufrió terribles experiencias con una extraña figura de la Oscuridad. El nuevo enemigo, descubierto como el antiguo fénix Lord Darkar, busca el supremo poder del Universo a través de la dimensión Realix, y debe valerse de Bloom, transformándola en Dark Bloom, para conseguirlo. Las Winx deben completar su transformación primaria obteniendo el Charmix. Además de Aisha, aparece Helia, que es incorporado a los Especialistas, y las Pixies, que descubren su lazo mágico con las Winx. Con la ayuda de dichos personajes, el Winx Club se lanza directo a la batalla para derrotar a Lord Darkar y a las Trix.

### Temporada 3 (2007)
Un mago llamado Valtor, de alta gracia es despertado por las Trix en la dimensión Omega, y se alía con ellas. Este brujo tiene un vínculo con Bloom, ya que luchó contra sus padres, Oritel y Marion, y fue derrotado, y ahora busca venganza tanto de ellos como de Bloom. Mientras tanto, las Winx asisten a su tercer año en Alfea para adquirir el poder que las convertirá en auténticas hadas: el Enchantix. Sin embargo Bloom obtiene un Enchantix incompleto. Las Winx y los Especialistas, ahora incluyendo también a Nabu, deberán adentrarse en el Reino Dorado y contar con las Estrellas de Agua para alcanzar su meta.

### Winx Club: El secreto del reino perdido(2007)
Las Winx, después de graduarse en Alfea, buscan cualquier información sobre los padres de Bloom, pero no logran nada, hasta que Daphne las guía hasta el Libro del Destino, y allí encuentran la respuesta: la dimensión Obsidiana. Hace 17 años, la Compañía de la Luz venció a las Tres Antiguas Hechiceras, pero ellas y también los padres de Bloom, Oritel y Marion, cayeron encerrados en la dimensión Obsidiana. Ahora las Winx, los Especialistas y la hermana mayor de Bloom, Daphne, se adentran en el horrible mundo de la dimensión Obsidiana para luchar contra las hechiceras y liberar a los padres de Bloom y su mundo, Domino. Por fin aquí se completa el Enchantix de Bloom.

### Temporada 4 (2009)
Tiempo atrás, la vida mágica existió sobre la Tierra y prosperó enormemente, pero todo terminó cuando los magos del Círculo Negro, un grupo de magos malvados, atrapó a las hadas y criaturas mágicas del mundo de la Tierra y las encerraron en Tir Nan Og, a modo de cárcel. Fueron detenidos, pero ahora regresan por una última hada que les faltó capturar. Las Winx no permiten que se salgan con la suya, y viajan con los Especialistas a la Tierra, casualmente a Gardenia. Allí, la última hada superviviente, llamada Roxy, se les une al Winx Club y entre las siete consiguen el Believix, recuperan la magia de la Tierra y detienen a los magos del Círculo Negro y a las hadas terrestres, cargadas de venganza contra la humanidad, pagando el precio de sacrificar a Nabu.

### Winx Club 3D: La aventura mágica(2010)
Desde que Bloom destruyó la dimensión Obsidiana, ¡las Tres Antiguas Hechiceras continúan libres! Esta vez, ellas usan a sus propias descendientes, las Trix, para atacar el Árbol de la Vida y apagar toda la magia blanca del Universo. ¿Podrán las Winx detenerlas aún sin magia?
En la cuarta temporada, Nabu muere, pero en esta película, aparece vivo. Por eso, se puede suponer que esta película se situaría entre el episodio 13 y el episodio 14 de la cuarta temporada, después de la derrota temporal de los magos del Círculo Negro gracias al Believix.

### Temporada 5 (2012)
El primo de Layla, Tritannus, se volvió un demente solo porque su hermano, Nereus, fue coronado rey y se transformó en un monstruo usando la contaminación terrestre. Transformó a su familia en mutantes, y se alió con las Trix. Un nuevo peligro amenaza el Universo. El poder Believix no es lo suficientemente fuerte bajo el agua, por lo tanto las Winx deberán obtener el antiguo poder oceánico, Sirenix, para combatir a sus enemigos. El Harmonix, al principio, también las ayuda a combatir a Tritannus bajo el agua. Y no están solas: tanto las Selkies como los Especialistas, ahora incluido a Roy en el equipo, las ayudan. Han numerosos cambios, como lo que le ocurre a Daphne a finales de temporada. ¡Una gran aventura para salvar el Universo y el Océano Infinito!

### Winx Club: El misterio del abismo(2014)
La historia se sitúa después de la quinta temporada (aunque fue estrenada después de la sexta temporada), donde las Trix están de vuelta: ellas quieren sentarse en el Trono del Emperador para reclamar su gran poder. Pero haciendo eso, ellas accidentalmente evocan a Politea. La malvada ninfa aún sigue viva y está preparada para hacer un pacto con las tres brujas. Ella les dice que necesitan activar el Trono del Emperador. Las Trix tienen que liberar a Tritannus de la dimensión del Olvido, pero antes de eso, necesitan una fuerza vital de un rey y las Trix han pensado en Sky, el Rey de Eraklyon, y sobre todo, el prometido de Bloom. Las Trix aparecen en Gardenia, donde Bloom y Sky están disfrutando de un día juntos. Bloom sola no puede hacer nada, así que las Trix secuestran a Sky y se lo llevan al Océano Infinito. Las tres brujas liberan a Tritannus y lo convencen de ser su aliado de nuevo para conseguir la poderosa Perla de los Abismos. Las Winx se unen a Bloom y juntas deciden ir a rescatar a Sky.

### Temporada 6 (2014)
Una bruja se une a Torre de Nubes. Posee un malvado libro, llamado Legendarium, y a través de él, ella puede convertir las leyendas en realidad. Las Trix regresan y conquistan Torre de Nubes, obligando a Selina a colaborar con las criaturas del Legendarium para atacar Magix. Bloom lidera a las Winx contra las Trix, pero ellas accidentalmente pierden sus poderes. Pero Bloom no los pierde, ya que su poder es “natural”, por lo tanto Bloom tiene que repartir su Fuego del Dragón entre sus amigas para crear un nuevo, asombroso e inextinguible poder, con el que seguirán adelante: el Bloomix. Más tarde, Bloom también consigue el Bloomix porque cae en el vórtice de llamas. En el episodio 14 de esta temporada, las Winx obtienen otra transformación paralela llamada Mythix para entrar en el mundo del Legendarium, mientras que en el mundo real seguen utilizando el Bloomix. ¿Podrán Bloom y las demás Winx detener a Acheron, el antiguo hechicero que se encuentra encerrado en el Legendarium?

### Temporada 7 (2015)
Cada hada tende un animal que tiene un talento especial, necesario para el equilibrio del universo mágico. La nueva aventura de las Winx es descubrir la verdadera importancia de unos animales mágicos llamados “Animales Hada” en el equilibrio de la dimensión mágica, y salvarlos de Kalshara, una maligna metamorfa, y su torpe hermano Brafilius. El tema de animales en peligro se repite a lo largo de esta temporada, mientras las Winx crean un Parque de Rescate para animales en la Tierra, donde ellas buscan animales vulnerables y en peligro de extinción, como pandas y tigres. Las chicas también embarcan en una aventura en la dimensión mágica y en la Tierra para concienciar a las personas sobre la causa de los animales. Esto las lleva a su misión final: descubrir el poder superior de los Animales Hada que les da control sobre los animales de toda la dimensión mágica.

### Temporada 8 (2019)
Es la noche de las estrellas fugaces en Magix y las Winx están preparadas para una fiesta mágica en Alfea. Pero una pequeña criatura llamada Twinkly aterriza en la escuela después de un largo viaje, trayendo un mensaje urgente: ¡ellas son las únicas que pueden salvar las estrellas! Siguiendo a su nueva pequeña amiga, las hadas Winx se embarcarán en una aventura cósmica que las llevará a los confines del universo mágico para salvar las propias estrellas. Serán guiadas por los Lúmenes, criaturas del planeta Lumenia que generan polvo de estrella mágico. Gracias a Dorana, la reina de los Lúmenes, las seis hadas obtendrán el Cosmix: una nueva transformación asombrosa basada en la luz para luchar contra las amenazas misteriosas e impredecibles que ponen en peligro el Universo Mágico. Pronto descubren que Valtor, que no murió en la tercera temporada, ha regresado y está detrás de esta terrible amenaza.
La temporada tiene un nuevo estilo de dibujo, diferente al de las anteriores siete temporadas.

### Temporada 9 (2025)
Se ha confirmado una novena temporada que será estrenada en 2025, como parte de los festejos por el 20° aniversario de la serie. En un inicio, se anunció que la temporada contaría con 52 episodios de 13 minutos cada uno y que además esta nueva temporada de episodios cortos tendría el nombre de Winx Club Shorts, cambiando nuevamente su estilo de dibujo al ser una temporada totalmente en CGI. En 2023, se anunció que la temporada tendría el mismo formato que las anteriores (26 episodios de 23 minutos), además se pospuesta para 2025.

## Winx Club WOW: World of Winx
World of Winx (en español: El mundo de las Winx) es una serie derivada de Winx Club que fue coproducida por Rainbow S.r.l. y Netflix. Ambas empresas anunciaron que esta serie es independiente a la historia de la serie original: en otras palabras, que pertenece a una nueva franquicia creada únicamente para ello. Las Winx se embarcan en un viaje de incógnito en todo el mundo en busca de chicos y chicas con talento en el arte, los deportes, la música y la ciencia. Estos chicos y chicas tienen su propio tipo de magia, y las Winx están encantadas con ellos, a pesar de que no pasa mucho tiempo antes de que haya problemas. Hay un nuevo y peligroso misterio para las Winx a resolver.

## Personajes
| Personaje                 | Temporadas | Temporadas | Temporadas | Temporadas  | Temporadas | Temporadas | Temporadas | Temporadas |
| Personaje                 | 1          | 2          | 3          | 4           | 5          | 6          | 7          | 8          |
| Winx                      | Winx       | Winx       | Winx       | Winx        | Winx       | Winx       | Winx       | Winx       |
| ------------------------- | ---------- | ---------- | ---------- | ----------- | ---------- | ---------- | ---------- | ---------- |
| Bloom                     | Principal  | Principal  | Principal  | Principal   | Principal  | Principal  | Principal  | Principal  |
| Stella                    | Principal  | Principal  | Principal  | Principal   | Principal  | Principal  | Principal  | Principal  |
| Flora                     | Principal  | Principal  | Principal  | Principal   | Principal  | Principal  | Principal  | Principal  |
| Musa                      | Principal  | Principal  | Principal  | Principal   | Principal  | Principal  | Principal  | Principal  |
| Tecna                     | Principal  | Principal  | Principal  | Principal   | Principal  | Principal  | Principal  | Principal  |
| Aisha                     |            | Principal  | Principal  | Principal   | Principal  | Principal  | Principal  | Principal  |
| Roxy                      |            |            |            | Principal   | Recurrente | Recurrente | Principal  |            |
| Villanos                  |            |            |            |             |            |            |            |            |
| Icy                       | Principal  | Principal  | Principal  | Imagen      | Principal  | Principal  | Recurrente | Principal  |
| Darcy                     | Principal  | Principal  | Principal  | Imagen      | Principal  | Principal  | Recurrente | Principal  |
| Stormy                    | Principal  | Principal  | Principal  | Imagen      | Principal  | Principal  | Recurrente | Principal  |
| Diaspro                   | Recurrente | Recurrente | Recurrente |             | Recurrente | Recurrente |            | Recurrente |
| Lord Darkar               |            | Principal  |            | Imagen      |            |            |            |            |
| Valtor                    |            |            | Principal  | Imagen      |            |            |            | Principal  |
| Magos del Círculo Negro   |            |            |            | Principales |            |            |            |            |
| Tritannus                 |            |            |            |             | Principal  |            |            |            |
| Selina                    |            |            |            |             |            | Principal  |            |            |
| Acheron                   |            |            |            |             |            | Principal  |            |            |
| Kalshara                  |            |            |            |             |            |            | Principal  |            |
| Brafilius                 |            |            |            |             |            |            | Principal  |            |
| Especialistas y Paladines |            |            |            |             |            |            |            |            |
| Sky                       | Principal  | Principal  | Principal  | Principal   | Principal  | Principal  | Principal  | Principal  |
| Brandon                   | Principal  | Principal  | Principal  | Principal   | Principal  | Principal  | Principal  | Principal  |
| Riven                     | Principal  | Principal  | Principal  | Principal   | Principal  | Principal  | Flashback  | Principal  |
| Timmy                     | Principal  | Principal  | Principal  | Principal   | Principal  | Principal  | Principal  | Principal  |
| Helia                     |            | Principal  | Principal  | Principal   | Principal  | Principal  | Principal  | Principal  |
| Nabu                      |            |            | Principal  | Principal   | Imagen     |            |            |            |
| Roy                       |            |            |            |             | Recurrente | Principal  |            |            |
| Nex                       |            |            |            |             |            | Principal  | Principal  | Principal  |
| Thoren                    |            |            |            |             |            | Principal  | Recurrente |            |
| Pixies                    |            |            |            |             |            |            |            |            |
| Lockette                  |            | Principal  | Recurrente | Invitada    |            | Principal  | Recurrente |            |
| Chatta                    |            | Principal  | Recurrente | Recurrente  |            | Principal  | Recurrente |            |
| Amore                     |            | Principal  | Recurrente | Invitada    |            | Principal  | Recurrente |            |
| Tune                      |            | Principal  | Recurrente | Invitada    |            | Invitada   |            |            |
| Digit                     |            | Principal  | Recurrente | Recurrente  |            | Invitada   |            |            |
| Piff                      |            | Principal  | Recurrente | Recurrente  |            | Principal  | Recurrente |            |
| Cherie                    |            |            |            |             |            | Principal  | Recurrente |            |
| Caramel                   |            |            |            |             |            | Principal  | Recurrente |            |
| Otros personajes          |            |            |            |             |            |            |            |            |
| Kiko                      | Principal  | Principal  | Principal  | Principal   | Principal  | Principal  | Principal  | Principal  |
| Faragonda                 | Principal  | Principal  | Principal  | Recurrente  | Principal  | Principal  | Principal  | Recurrente |
| Griffin                   | Principal  | Principal  | Principal  |             |            | Principal  |            | Recurrente |
| Mike                      | Principal  | Recurrente | Recurrente | Principal   | Recurrente | Recurrente |            | Recurrente |
| Vanessa                   | Principal  | Recurrente | Recurrente | Principal   | Recurrente | Recurrente |            | Recurrente |
| Griselda                  | Recurrente | Recurrente | Recurrente | Invitada    | Recurrente | Recurrente | Recurrente | Recurrente |
| Daphne                    | Recurrente | Recurrente | Recurrente |             | Principal  | Principal  | Recurrente |            |
| Mirta                     | Principal  | Recurrente | Recurrente |             |            |            |            |            |
| Knut                      | Recurrente | Recurrente | Recurrente |             |            |            |            | Recurrente |

## Transformaciones

### Básicas
Son las transformaciones que recibe un hada mientras estudia en la escuela:
- Estándar: Es la más básica de todas. No se necesita ningún requisito para usarla ya que todas las hadas ya tienen esta transformación.
- Charmix: Las Winx, con Layla ya incluida en el equipo, consiguen el complemento de la primera transformación: el Charmix definitivo, igual al de la primera temporada pero acompañado con un broche de pecho y un cinturón o colgante especial que aumenta sus poderes y les permite usarlos en zonas donde la magia está muy limitada, como en los Páramos. El inconveniente es que solo se puede usar durante un tiempo y cuando se usa necesita un tiempo para recargarse. Lo obtienen, cada una de ellas, superando sus debilidades.
- Enchantix: En su tercer y último año en Alfea, las Winx deben adquirir el poder que las hará definitivamente hadas: el Enchantix, la transformación muy importante para convertirse en hadas guardianas de sus planetas. El Enchantix proporciona mucha más energía mágica, nuevos atuendos, nuevas alas y muchos poderes especiales como el Polvo Mágico o la reducción. Para que un hada pueda ganar su Enchantix, ella tiene que salvar a alguien de su planeta natal y mostrar un gran sacrificio para hacerlo. Bloom y Tecna son las únicas excepciones a esta regla conocida. Al creer en su poder para vencer al mal (después de meditar con la hechicera Maya en Pyros) Bloom fue capaz por sí misma de transformarse en Enchantix en la isla de los dragones, pero su Enchantix era incompleto, y lo completó salvando a sus padres en Domino. Tecna no salva a nadie en concreto de su propio reino, salvó el reino de Andros, forzando su camino a través del portal de la Dimensión Omega para así cerrar el portal. A la inversa, Tecna hizo en términos técnicos salvar el universo entero, que presumiblemente incluye su mundo natal.

### Superiores
Aunque el Enchantix se considera la forma final de un hada, hay cientos de transformaciones superiores a esta. Solo las obtienen quien se gradúa en la escuela de Alfea o si tienen un talento que sea poderoso.

#### Internas
Se encuentran dentro del hada desde que obtiene el Enchantix, por ciertas circunstancias o reuniendo ciertos requisitos. Para poder usarlos por primera vez es necesario realizar ciertas acciones:
- Believix: Además de ganar los tres juegos alados alas Speedix (rapidez), Zoomix (teletransporte) y Tracix (para ver eventos o rastros del pasado), las Winx ganan la «energía Believix» que pueden utilizar para ayudar a las personas a corregir sus errores (como el egoísmo, la maldad, la ignorancia, etc…) y, principalmente, a creer en la magia. Se obtiene haciendo creer a alguien en la magia.
- Bloomix: Se obtiene recibiendo los poderes del Fuego del Dragón, aunque este permanece latente hasta poder despertarlo. Para ello, hay que realizar una acción propia de un hada, como salvar a alguien de un peligro, o confiar plenamente en otra persona. Mientras permanezca latente, el hada no se podrá transformar, pero podrá realizar pequeños conjuros. Una vez adquirido el Bloomix, los poderes que han sido quitados volverán otra vez, de ahí viene el nombre, que significa renacer (como el nombre de Bloom) además, los poderes Bloomix impedirán que el hada se quede sin poderes por medio de un conjuro maléfico, ya que la magia del Fuego del Dragón no se puede extinguir tan fácilmente (en el peor de los casos perderían otros poderes, pero nunca el Bloomix). Al principio la obtienen todas menos Bloom ya que ella no ha perdido los poderes. Más adelante ella empieza a debilitarse debido a que cuando compartió sus poderes con sus amigas su fuerza se vio afectada poco a poco. Esto hace que su magia se debilite considerablemente. Al obtener el Bloomix tratando de proteger su querido Dragón en el Vórtice de Llamas recuperó al completo tanto sus poderes como su fuerza vital. Como el Charmix y el Enchantix, las Winx obtienen esta transformación una a una. El diseño de la vestimenta recuerda al plumaje del Ave Fénix, y también que este es capaz de renacer de sus cenizas y el Bloomix es capaz de hacer renacer los poderes.
- Dreamix: Es una transformación especial que obtienen las Winx en el spin-off, Winx Club WOW: World of Winx. Se obtiene ayudando a alguien a reforzar su talento especial, en el momento en el que su sueño se hace realidad. Por eso proviene de la palabra inglesa «Dream», que en español significa «sueño». Nada más obtenerlo, el hada siente que ha obtenido un nuevo poder llamado percepción Dreamix, que permite localizar a personas con un talento especial y que estén en peligro. Aunque no se haya transformado por primera vez por voluntad propia, el Dreamix se activa automáticamente al entrar en el Mundo de los Sueños. A diferencia de las demás transformaciones, esta no tiene un nombre oficial, ya que fue Stella quien decidió bautizarlo con el nombre de Dreamix.

#### Externas
Se obtienen en ciertas zonas o a través de ciertos seres mágicos. Se pueden usar directamente desde que se obtienen.

##### Permanentes
Son aquellas que una vez que se adquieran se pueden usar de forma ilimitada incluso si se obtiene una nueva transformación, ya que cada poder se utiliza en una situación o en otra, por lo que se pueden alternar:
- Sirenix: A diferencia de las demás transformaciones, el Sirenix no es un poder exclusivo para hadas, sino una fuente de poder muy antiguo relacionado con el agua. Para ganar el Sirenix, se debe encontrar el libro del Sirenix el cual iniciará la búsqueda del Sirenix. Está escondido en el Archivo Mágico de Alfea. Puesto que la búsqueda es sumamente peligrosa, el libro tiene un sistema de seguridad que impiede abrirse a la ligera. Para poder abrirlo, las hadas que se vayan a involucrar en la búsqueda deben estar completamente seguras de querer arriesgarse a todo lo que conlleva; tanto la búsqueda como la obtención del Sirenix, ya que es un poder que está maldito y las puede conducir a un destino terrible. Las Winx utilizaron el poder de Graynor para conseguir abrirlo, aunque igualmente podían hacerlo sin ese poder, con la plena confianza de querer hacerlo. La tarea consiste en que las hadas deben encontrar las gemas de la confianza en uno mismo, de la empatía y del valor escondidas en los océanos de la dimensión mágica. La búsqueda debe completarse en un ciclo lunar, o perderán sus poderes para siempre. Para ayudar en la búsqueda del Sirenix, el libro da a cada hada una Caja Sirenix, con una Guardiana Sirenix y el poder del Harmonix. Después de completar la búsqueda, es necesario activar la fuente del Sirenix que se encuentra dentro de una cueva en el Lago Rocaluz. Una vez activada, las Cajas Sirenix de las hadas aparecerán junto con sus Guardianas Sirenix, que combinarán sus poderes para abrir el portal hacia el Océano Infinito. Entonces aparecerá Omnia, la guardiana suprema del Sirenix con el portal y una vez cruzado las hadas obtendrán el Sirenix. En la octava temporada se descubre que este poder se adapta a los entornos donde se usa, por lo que las Winx al transformarse en Dyamond, planeta natal de Icy, adquirieron una vestimenta y hechizos completamente nuevos; todos ellos relacionados con el hielo.
- Butterflix: Esta les confiere el poder de estar en contacto con la naturaleza y los seres vivos. Se obtiene al demostrar un gran deseo por proteger a la naturaleza mágica; pero no se encuentra en el interior de un hada sino bajo tierra, en entornos naturales de Magix. Es la quinta transformación que obtienen de una fuente mágica. Las hadas obtienen esta transformación al derrotar al Monstruo de Rocas, con una convergencia mágica con Roxy, en el tercer episodio de la séptima temporada. Curiosamente, Roxy ayuda a las Winx en la convergencia, pero ella no obtiene el Butterflix. Probablemente porque al ser el hada de los animales no necesita este poder. Esta les permite calmar a los animales con sus hechizos especiales respectivos. Sus habilidades físicas son similares al Believix pero se diferencian en el hecho de que ésta les permite calmar a los animales en lugar de a los humanos.
- Onyrix: Es la segunda trasformación que obtienen las Winx en el spin-off, Winx Club WOW: World of Winx. Esta transformación es una evolución del Dreamix, con ella las Winx pueden entrar al mundo de los sueños sin necesidad de usar el reloj mágico y mejora uno de los aspectos de sus poderes. Para obtenerla es necesario que un hada haya adquirido primero el Dreamix y luego al entrar al mundo de los sueños, automáticamente el Dreamix evoluciona al poder Onyrix.
- Cosmix: Es la transformación que otorga a las Winx el poder de devolverle la luz a una estrella que probablemente se apagará. Esta transformación es otorgada a las Winx por la reina de Lumenia al descubrir que sus poderes Butterflix son inefectivos contra Obscurum y sus secuaces. Esta es la primera transformación basada en luz que obtienen las Winx.

##### Temporales
Solo se usan en ciertos momentos para cumplir un fin concreto. Lo normal es que una vez que se cumplan los objetivos por los que se llegó a adquirirlas, estas se pierden o se dejan de usar:
- Sophix: Fue entregado por el hada Azul (Ep.19). La transformación Sophix les permitió convertirse en uno con la naturaleza, a renunciar a su venganza contra los humanos y rescatar la tierra virgen de la Amazonia y contra algunos taladores que explotaban a la naturaleza.
- Lovix: Fue entregado por el hada Verde (Ep.20). El Lovix es el don del corazón, para escuchar a nuestro corazón y enfrentar así las difíciles elecciones. Este don también trae un poder especial: la adaptación para cualquier ambiente, por esta razón las Winx recibieron atuendos y poderes relacionados con el hielo y el frío.
- Don Negro: El don negro fue el tercer y último don que recibieron las Winx (Ep. 23). Fue dado por la tercera y última de las hadas etéreas, el hada Naranja , y fue el regalo de la oscuridad. No es un poder sino un hechizo especial que salva a una persona de la muerte, por esta razón es el don más temido y nadie quiere utilizarlo. Layla intentó usarlo para resucitar a Nabu pero Ogron capturó el don y lo desperdició devolviendo la vida a una flor marchita (Ep.24).
- Harmonix: El poder Believix funciona fatal bajo el agua y para facilitar la búsqueda del Sirenix, las guardianas Sirenix entregan a las Winx el Harmonix, la transformación temporal relacionada con las naturalezas mágicas, para que las Winx puedan luchar y usar sus poderes libremente en el aire, en tierra o bajo el agua.
- Mythix: Esta es la transformación relacionada con el mundo de las leyendas, los mitos, la imaginación y todo lo que tenga que ver con la irrealidad, por lo que las Winx podrán mezclarse en el mundo de los mitos y las leyendas dentro del Legendarium. Ahora se entiende lo que veíamos en el tráiler: la transformación solamente se puede ver en CGI 3D dentro del Legendarium y no se puede usar en el mundo normal. Proviene de la palabra “myth” que en inglés significa “mito”. Se encuentran en el interior de unos cetros mágicos en la escuela de hadas de Tir Nan Og. Para obtener dichos cetros se debe demostrar que se posee la valentía suficiente. Solo existen 7 cetros por lo que solo 7 hadas pueden convertirse en hadas Mythix. Se desconoce si Eldora es también un hada Mythix a pesar de tener uno de los cetros. Gracias al Mythix las Winx pueden traer objetos del mundo del Legendarium al mundo real.
- Tynix: Esta transformación está relacionada con los mini-mundos donde las Winx tienen que establecer una nueva armonía mágica entrando en los mini-mundos. Podrán comprender mejor a los Animales Hada, que se transforman en animales místicos y las ayudarán con su nueva misión. Esta transformación es inesperada, porque nunca se ha visto en imágenes o tráileres. Aunque tiene que ver con los mini-mundos, tiene una característica con los diamantes, y lo curioso es que se parece al Mythix porque con ella se puede entrar en los mini-mundos, y para entrar tienen unos brazaletes que es igual que los cetros en la temporada anterior y con ellos entran a nuevos mundos. Los poderes Tynix permiten a los Animales Hada hablar la lengua humana y permite a las Winx comprender lo que dicen y sienten.

### Transformaciones con matices
- Enchantix de Bloom: Al principio el Enchantix de Bloom estaba incompleto, ya que tenía algunas limitaciones como por ejemplo al utilizar el polvo de hada para encoger. Esto se debe a que no lo obtuvo de forma normal (salvando a alguien de su planeta natal mostrando un gran sacrificio), sino de forma excepcional al perfeccionar su poder del Fuego del Dragón y dejar de lado su deseo de venganza hacia Valtor. Más tarde, en la primera película, consigue completar su Enchantix al conseguir devolver la vida a su planeta natal Domino.
- Believix de Roxy: Obtuvo el Believix creyendo en que ella era un hada y que podía usar su magia sin miedo. Sin embargo, no puede usar ni los poderes Believix, ni los juegos de alas. Tampoco las Hadas Etéreas le concedieron los Dones del Destino (Sophix y Lovix). Básicamente, es como si no tuviera el Believix. Esto sucedió porque la obtuvo sin antes obtener el Enchantix y porque sus poderes aún no son lo suficientemente fuertes como para poder manejar una magia de un nivel demasiado alto para ella.
- Maldición del Sirenix: Las Tres Antiguas Hechiceras lanzaron un conjuro al Sirenix para evitar que este pudiera desafiarlas. Cuando Daphne lo usó, este se volvió contra ella convirtiéndola en un espectro. Politea tampoco se salvó de la maldición, ya que después de que Daphne fuera derrotada el Sirenix la convirtió en un monstruo. Se desconoce si el resto de hadas sufrieron las terribles consecuencias de la maldición Sirenix. Las Winx también fueron víctimas de la maldición, ya que al empezar la búsqueda del Sirenix se arriesgaban a perder sus poderes si no lo conseguían antes de un ciclo lunar. Aunque nunca se ha mencionado, se cree que la pérdida de los poderes se produce para evitar que estos sean capaces de destruir a sus usuarias. Tritannus adquirió de forma forzosa el Sirenix para otorgárselo a las Trix, pero este se volvió contra él debilitándolo ligeramente al tratar de usarlo en el Trono del Emperador pese a la advertencia de Daphne de que le podría destruir. El Océano Infinito dejó de ser un mundo completamente sumergido en agua, ya que su fuente de poder es el Sirenix, y la maldición hizo que bajara el nivel del mar convirtiéndolo en un mundo con cielo e islas. La única isla que se ha visto en la serie era una muy grande en forma de estrella donde se encontraba el Aliento del Océano. Actualmente el Sirenix está libre de toda maldición debido al Deseo Sirenix que Bloom realizó.
- Bloomix de Bloom: aunque Bloom no perdiera los poderes obtuvo el Bloomix debido a que fue arrojada al Vórtice de Llamas para ser destruida. Sin embargo, consiguió salvarse. Dicha acción fue como un «renacimiento», por lo que se transformó en hada Bloomix.
- Mythix de Eldora: Eldora fue una de las siete hadas en adquirir los cetros necesarios para entrar en el Legendarium. Sin embargo, nunca se la vio en su forma Mythix. Se cree que es porque no es obligatorio transformarse en hada Mythix para entrar en el Legendarium. Simplemente es una transformación especial que poseen los cetros.

## Reparto
| Personaje | Actor de voz · Italia                                                                        | Actor de doblaje Estados Unidos                                                             |
| --- | -------------------------------------------------------------------------------------------- | ------------------------------------------------------------------------------------------- |
| Bloom | Letizia Ciampa                                                                               | Molly C. Quinn (Temp. 3-6) Haven Paschall (Temp. 7) Emily Cramer (Temp. 8-presente)         |
| Stella | Perla Liberatori                                                                             | Amy Gross (Temp. 3-6) Jessica Paquet (Temp. 7-presente)                                     |
| Flora | Ilaria Latini                                                                                | Alejandra Reynoso (Temp. 3-6) Eileen Stevens (Temp. 7) Brittany Pressley (Temp. 8-presente) |
| Musa | Gemma Donati                                                                                 | Romi Dames (Temp. 3-6) Kate Bristol (Temp. 7) Alyson Leigh Rosenfeld (Temp. 8-presente)     |
| Tecna | Domitilla D'Amico                                                                            | Morgan Decker (Temp. 3-6) Saskia Maarleveld (Temp. 7-presente)                              |
| Aisha (Layla en el doblaje de 4kids (temporadas 1-3),en el doblaje inglés de cinelume (Temporadas 1-4).en algunos países como España se sigue llamando layla,en Latinoamérica se usó el nombre "Layla en la primeras 4 temporadas, a partir de las temporadas siguientes y el la primera y tercera película y el spin-off World of Winx se usa el nombre original "Aisha".) | Laura Lenghi                                                                                 | Keke Palmer (Temp. 3-6) Alysha Deslorieux (Temp. 7) Elinor Vanderburg (Temp. 8-presente)    |
| Roxy | Debora Magnaghi                                                                              | Liliana Mumy (Temp. 3-6) Suzy Myers (Temp. 7-presente)                                      |
| Icy | Tatiana Dessi                                                                                | Larisa Oleynik (Temp. 3, 5-6) Erica Schroeder (Temp. 7-8)                                   |
| Darcy | Federica De Bortoli                                                                          | Jennifer Cody (Temp. 3, 5-6) Lori Gardner (Temp. 7-8)                                       |
| Stormy | Valeria Vidali                                                                               | Kimberly Brooks (Temp. 3, 5-6) Zoe Martin (Temp. 7-8)                                       |
| Sky | Alessandro Quarta                                                                            | Matt Shively (Temp. 5-6) Billy Bob Thompson (Temp. 7-presente)                              |
| Brandon | Massimiliano Alto (Temp. 1-2, 4) Nanni Baldini (Temp. 3) Gianluca Crisafi (Temp. 5-presente) | Adam Gregory (Temp. 5-6) Jack Paque (Temp. 7-presente)                                      |
| Riven | Mirko Mazzanti                                                                               | Sam Riegel (Temp. 5-6)                                                                      |
| Timmy | Corrado Conforti                                                                             | Charlie Schlatter (Temp. 5-6) Wayne Grayson (Temp. 7-presente)                              |
| Helia | Francesco Pezzulli (Temp. 2-4) Leonardo Graziano (Temp. 5-presente)                          | David Faustino                                                                              |
| Nabu | Sasha De Toni                                                                                | Will Blagrove                                                                               |
| Roy | Emmanuele Ruzza                                                                              | Bryton James                                                                                |
| Lord Darkar | Fabrizio Temperini                                                                           | Michael Dorn                                                                                |
| Valtor | Guido Di Naccio                                                                              | Josh Keaton                                                                                 |
| Cassandra | Francesca Draghetti                                                                          | Kath Soucie                                                                                 |
| Quimera | Raffaella Castelli                                                                           | Rachael MacFarlane                                                                          |
| Ogron | Patrizio Prata                                                                               | Yuri Lowenthal                                                                              |
| Duman | Davide Lepore                                                                                | Josh Keaton                                                                                 |
| Anagan | Andrea Lavagnino                                                                             | Bumper Robinson                                                                             |
| Gantlos | Christian Iansante                                                                           | Charlie Schlatter                                                                           |
| Tritannus | Alberto Bognanni                                                                             | Adam Wylie                                                                                  |
| Selina | Eleonora Reti                                                                                | Jessica DiCicco                                                                             |
| Faragonda | Roberta Greganti Emanuela Rossi (Películas)                                                  | Kari Wahlgren (Temp. 5-6) Erica Schroeder (Temp. 7-presente)                                |
| Griselda | Franca Lumachi                                                                               | Grey DeLisle (Temp. 5-6) Susanne Blakeslee                                                  |
| Daphne | Raffaella Castelli                                                                           | Hada Vanessa                                                                                |

## Especiales de una hora porRainbow S.r.l.yNickelodeon
- «El destino de Bloom»
- «La venganza de las Trix»
- «La batalla por Magix»
- «El fénix de sombras»

## Películas deWinx Club

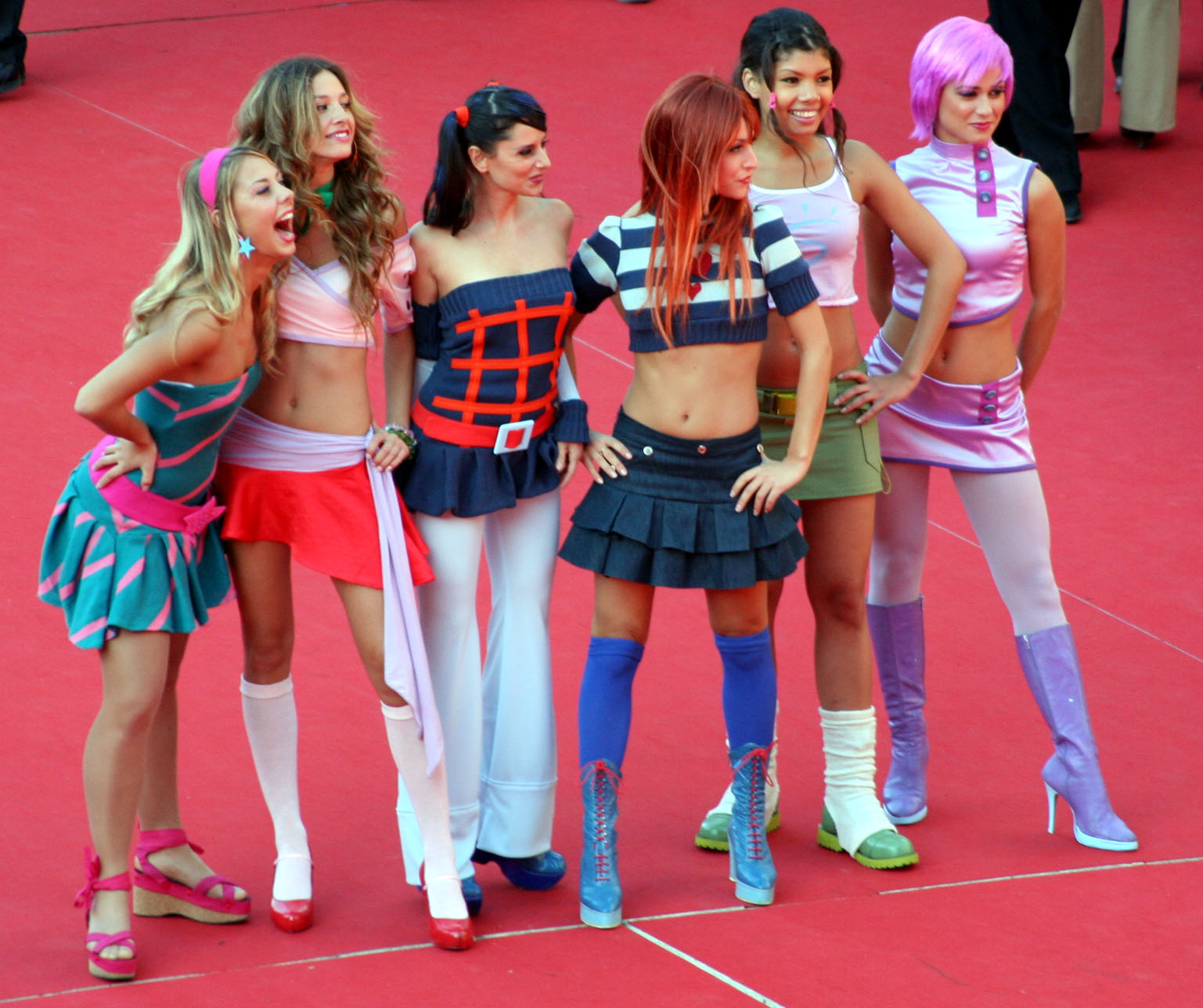
Bailarinas representando a las Winx en el estreno de Winx Club: El secreto del reino perdido en el Festival de Cine de Roma.

1. Winx Club: El secreto del reino perdido: la primera película se estrenó el 30 de noviembre de 2007 en Italia, y el 19 de diciembre de 2008 en España.[14] La trama de la película gira en torno a los orígenes de Bloom y los acontecimientos tienen lugar después de la tercera temporada.[15] En América Latina, la primera película se tenía que estrenar en diciembre de 2010, pero hubo un cambio, se retrasó al miércoles 13 de junio de 2012 por la cadena de televisión infantil Nickelodeon.
2. Winx Club 3D: La aventura mágica: la segunda película se estrenó el 29 de octubre de 2010 en Italia. En España, se estrenó el 18 de noviembre de 2011. Ya ha salido en principios de marzo de 2012 en DVD, pero la película tiene un fallo, ya que no tiene subtítulos en español, y tiene como segundo idioma el inglés, que tampoco tiene subtítulos en inglés. Fue estrenada el 18 de noviembre de 2011 en España, y en Latinoamérica, no fue estrenada, ya que Viacom no exportó la película.
3. Winx Club: El misterio del abismo: la tercera película se estrenó el 4 de septiembre de 2014 en Italia. En Latinoamérica, se estrenó el 15 de septiembre de 2016, y en España, aún no se ha estrenado.

## Emisión
La serie ha sido transmitida en más de 150 países. En 2019, Television Business International enumeró a Winx Club como una de las franquicias de Viacom más importantes a nivel mundial.
En Italia, se emitió en Rai 2, Rai Gulp y Rai Yoyo. En España, se emitió en Cartoon Network, Canal Sur Televisión, Telecinco (dentro del programa de televisión, Birlokus klub) y Clan TVE. El 2 de diciembre de 2012, la quinta temporada empezó su emisión en Nickelodeon. El 4 de febrero de 2013, se estrenó la segunda temporada en Disney Channel España, sin estrenarse la primera temporada; y el 16 de septiembre de 2013, se estrenó la quinta temporada en este canal. En México, la serie se emitió en Cartoon Network, Canal 5, Boomerang y Nickelodeon, el 1 de julio de 2019, se estrenó la quinta temporada en Azteca 7 (dentro de la sección infantil, Kidsiete), y el 26 de agosto de 2019, se estrenó la séptima temporada en Discovery Kids; además de emitirse en Netflix.
| País | Cadena | Título |
| --- | --- | --- |
| Europa | | |
| Italia | Rai Due, Rai Gulp, Rai Yoyo (presente) | Winx Club |
| España | Cartoon Network, Clan TVE, Telecinco, Canal Sur, Nickelodeon, Disney Channel, Pluto TV                                                                                          | Winx Club |
| Albania | Vizion Plus, Alsat-M, Tring Tring TV | Winx Club |
| Alemania | Nickelodeon, RTL, RTL II | Das Winx Club (Winx Club) |
| Bulgaria | Nova Television, Super7, Nickelodeon | Уинкс Клуб |
| Dinamarca | Nickelodeon (presente) | Winx Club |
| Eslovaquia | TV Markísa, Prima TV | Winx Club |
| Eslovenia | POP TV, POP OTO, Nickelodeon | Winx Club |
| Estonia | Kanal 2, TV3 Estonia | Winx'I Klubi |
| Finlandia | MTV3, MTV Juniori | Winx-Klubi |
| Francia | France 3, Télétoon, TF1, Nickelodeon, Gulli, Nickelodeon Junior | Winx Club |
| Gales (Reino Unido) | S4C | Winx Club |
| Georgia | KTH | Winx Club |
| Grecia | Alter, Nickelodeon | Winx Club |
| Hungría | RTL Klub, Jetix, Nickelodeon, A+ | Winx Club |
| Islandia | Stöð 2 | Winx Club |
| Lituania | TV6, LRT Televizija | Vinksių Klubo |
| Macedonia | Сител ТВ, Канал 5 Телевизија, ТВ Мини | Винкс Клуб |
| Noruega | Nickelodeon | Winx Club |
| Países Bajos | Nickelodeon | Winx Club |
| Polonia | Nickelodeon, ZigZap, Polonia 1, Puls 2 | Winx Club |
| Portugal | RTP1, RTP2, TVI, Canal Panda, Nickelodeon | Clube Winx |
| Reino Unido | Nick Jr., Cartoon Network, Nicktoons, Pop Girl (presente), GMTV | Winx Club |
| Rumania | Nickelodeon, TVR2 | Winx Club |
| Rusia | Nickelodeon, СТС Мedia, Gulli | Клуб Винкс (Klub Vinks) |
| Serbia | TV Košava, Happy TV, Nickelodeon | Винкс (Vinks) |
| Suecia | Nickelodeon | Winx Club |
| Turquía | Nickelodeon, Show TV, Disney Channel, Planet Cocuk, Cartoon Network (presente)                                                                                                  | Winx Club |
| Ucrania | Інтер, Піксель, ТЕТ, Nickelodeon | Клуб Вінкс |
| América | | |
| Estados Unidos | Cartoon Network | Winx Club |
| Estados Unidos | Galavisión, UniMás | El Club Winx |
| Estados Unidos | 4Kids Entertainment | Winx Club Series |
| Estados Unidos | Nickelodeon, Nick Jr., Nicktoons | Winx Club |
| Canadá | Nickelodeon (presente), YTV (presente) | Winx Club |
| Brasil | Nickelodeon (2011-2016), SBT (2007-2014), TV Cultura (2015-presente), Cartoon Network, Boomerang                                                                                | O Clube das Winx |
| Venezuela · Argentina · México · Chile · Paraguay · Uruguay · Bolivia · Ecuador · Perú · Colombia · Panamá · El Salvador · Nicaragua · Guatemala · Cuba · Costa Rica · República Dominicana · Honduras · Belice | Nickelodeon (2011-2016), Cartoon Network (2005-2010), Televisa (2006-2010, 2013-2014), TV Azteca (2019, 2024-presente), Boomerang (2006-2009), Discovery Kids (2019, 2020-2021) | El Club Winx (Cartoon Network) Winx Club: La Serie (Nickelodeon) Winx Club (Discovery Kids)                                             |
| Asia | | |
| China | CCTV Kids | 魔法俏佳人 |
| Corea del Sur | Nickelodeon (presente), Cartoon Network, CHAMP TV, SBS | 윙스프렌즈 (Cartoon Network) 윙스클럽 (Nickelodeon)                                                                                     |
| Filipinas | Nickelodeon (presente), Cartoon Network, ABS-CBN | Winx Club |
| Hong Kong | Cartoon Network, TVB, Nickelodeon (presente) | 魔法學園 |
| India | Cartoon Network, Pogo TV, Nickelodeon (presente) | Winx Club; विंक्स क्लब |
| Indonesia | Nickelodeon (presente), Lativi, Kompas TV | Winx Club |
| Palestina | Nickelodeon (presente) | Winx Club |
| Japón | TV Asahi (todas las temporadas), NHK (temporadas 1-2), TV Osaka (temporadas 3-4), TV Tokyo (temporada 5)                                                                        | ウィンクス・クラブ |
| Tailandia | Channel 3, UBC, Nickelodeon (presente), TIGA DVD | วิงซ์คลับ |
| Pakistán | Cartoon Network, Pogo TV | Winx Club |
| República de China (Taiwán) | Cartoon Network, Nickelodeon (presente) | 魔法俏佳人 |
| Singapur | Nickelodeon (presente), Okto (presente) | Winx Club |
| Turquía | Nickelodeon (presente), Show TV (presente) | Winx Club |
| Vietnam | SEE TV (presente), HTV3, Bibi (presente), Kids&Family TV, HTVC Gia Đình, BTV11 (SAM)                                                                                            | Những nàng tiên Winx xinh đẹp (HTV3) Những tiên nữ Winx xinh đẹp (SEE TV - temporada 1) Winx - Công Chúa Phép Thuật (SEE TV - presente) |
| África | | |
| Burkina Faso | RTB | Winx Club |
| Sudáfrica | SABC 1, Cartoon Network, Boing Africa, Nickelodeon (presente) | Winx Club |
| Oceanía | | |
| Australia | Nickelodeon, Nick Jr., Cartoon Network, Boomerang, Network Ten, GO! (presente)                                                                                                  | Winx Club |
| Nueva Zelanda | Nickelodeon, Sticky TV, Nick Jr. | Winx Club |

## DVD
En Hispanoamérica, fueron lanzados los DVD de las primeras temporadas de Winx Club, bajo licencia de Televisa y Videomax, la razón de que solo vendieran DVD de las primeras temporadas es que fueron las únicas emitidas por Televisa: Canal 5. Fueron vendidas en las tiendas VideoMax, Wal-Mart, Mix-up y Blockbuster. Solo estuvieron en el mercado hasta 2009.
En Italia, Mondo Home Entertainment lanzó las dos primeras temporadas con pistas de audio en italiano e inglés, siendo el audio en inglés el doblaje de Cinélume. En 2007, 01 Distribution lanzó la tercera temporada en DVD, pero estos discos solo contenían el audio italiano. Más tarde, 01 Distribution relanzó la primera y segunda temporada en DVD sin la banda sonora en inglés. Tridimensional también lanzó las primeras tres temporadas del espectáculo en puestos de periódicos italianos junto con la revista Winx Club. Estas versiones contenían el audio original en inglés, italiano y francés. El lanzamiento de la tercera temporada también contenía audio holandés, y la cuarta temporada contenía solo audio italiano. Discos de las cuatro temporadas fueron lanzados por Tridimensional con la misma cantidad de volúmenes y contenido que se lanzaron por separado en los quioscos.
En América del Norte, 4Kids Entertainment tenía los derechos de licencia de la serie. La primera temporada completa de Winx Club, lanzada por primera vez el 12 de julio de 2005, estuvo disponible como una colección de cinco discos hasta 2008. El primer DVD de la segunda temporada, Layla and the Pixies, se lanzó en 2007, y el segundo volumen, Battle for the Codex, salió en septiembre de 2007, y ambos todavía están disponibles. El primer DVD de la tercera temporada, The Princess’ Ball, se lanzó el 27 de enero de 2009; sin embargo, el lanzamiento de la otra mitad, Fire & Flame, se suspendió indefinidamente debido a que la licencia de 4Kids expiró en 2009.
En los Países Bajos, la primera temporada lanzada en 2005 en DVD. La segunda temporada fue lanzada en 2007 en DVD. La tercera temporada fue lanzada en 2008 en DVD, sin embargo, los últimos dos volúmenes que contienen los episodios 19-26 no se lanzaron en absoluto. La cuarta temporada se emitió en 2010, pero el lanzamiento del DVD fue en 2012. Todas las temporadas de Winx Club tienen un doblaje holandés. En Escandinavia, Scanbox Entertainment vendió el programa en DVD desde 2005.
En Singapur, Turquía y Hungría, la tercera temporada (así como las dos primeras) se lanzó con audio inglés no editado (doblaje de Cinélume) en cuatro y seis volúmenes, respectivamente; este último contiene audio italiano también. Además, la cuarta temporada está disponible en Turquía con audio en inglés que abarca seis volúmenes. En Brasil, las dos primeras temporadas se editaron con subtítulos en inglés sin editar y audio en dieciséis volúmenes.
En los Estados Unidos y Canadá, Winx Club: El secreto del reino perdido se lanzó en DVD el 7 de agosto de 2012, junto con los primeros 7 episodios de la temporada 4. Un DVD para la segunda película, Winx Club 3D: La aventura mágica, fue lanzado más tarde, junto con los primeros 7 episodios de la temporada 5.

### Tabla de los DVD lanzados en Hispanoamérica
| Temporada         | Episodios | Nombre                                  | Lanzamiento          | País   | Licencia                         |
| ----------------- | --------- | --------------------------------------- | -------------------- | ------ | -------------------------------- |
| Temporada 1: 2004 | 1-6       | Bienvenidos a Magix                     | Agosto de 2006       | México | Televisa/VideoMax                |
| Temporada 1: 2004 | 7-12      | El gran concurso de belleza Magix       | Febrero de 2007      | México | Televisa/VideoMax                |
| Temporada 1: 2004 | 13-18     | El secreto de Bloom                     | Agosto de 2007       | México | Televisa/VideoMax                |
| Temporada 1: 2004 | 19-26     | La batalla por Alfea                    | Febrero de 2008      | México | Televisa/VideoMax                |
| Temporada 2: 2005 | 1-5       | La princesa Amentia                     | Agosto de 2008       | México | Televisa/VideoMax                |
| Temporada 2: 2005 | 6-14      | La cripta del Codex                     | 2008                 | México | Televisa/VideoMax                |
| Temporada 2: 2005 | 15-22     | El show debe continuar                  | 2008                 | México | Televisa/VideoMax                |
| Temporada 2: 2005 | 23-26     | La hora de la verdad                    | 2008                 | México | Televisa/VideoMax                |
| Película 1        | --        | Winx Club: El secreto del reino perdido | 15 de agosto de 2014 | México | Paramount Pictures / Nickelodeon |